# Cladocer
Cladocerele (Cladocera) (din greaca klados = ramură + keras = corn, coarne  ramificate) sunt un ordin de crustacee inferioare, planctonice, pelagice, foarte mici (0,2–6 mm), frecvente și numeroase în apele stătătoare dulcicole, salmastre sau marine, cu corpul cuprins într-o carapace și  antene ramificate, adaptate la înot (de exemplu dafnia).
Corpul este scurt, alcătuit din-un număr mic de segmente, cel mult 10 segmente. Adesea, segmentația corpului este neclară. Au corpul acoperit pe laturi cu o carapace transparentă, formată din două valve bilaterale, care nu acoperă și capul, acesta rămânând complet liber. Corpul este prevăzut cu 4-6 perechi de picioare (apendicele toracice) articulate,  scurte și lățite. Formele răpitoare au picioarele anterioare adaptate la prins prada și mandibulele puternice (de ex. Leptodora). La formele microfage picioarele, îndeosebi, picioarele 3 și 4  formează un aparat filtrant, în care rămân particulele din apa filtrată, care sunt împinse în sus spre corp, apoi prin șanțul ventral mai departe până la gură, unde sunt înghițite. Pe cap se află un singur ochi compus, situat median, și un ochi de  nauplius. Capul neacoperit de carapace poartă două perechi de antene, prima pereche de antene (antenule) este mică, nesegmentată, iar a doua pereche de antene este foarte dezvoltată, segmentată și ramificată, și servește la înot, de unde le vine și numele de Cladocera. Înoată cu ajutorul antenelor prin sacade, ca și cum ar sări, de unde și numele popular de purici de baltă. Multe dintre formele bentonice se deplasează și ele sărind. Partea posterioară a abdomenului (postabdomen) are la capăt gheare. Abdomenul, la formele cu carapace dezvoltată, este îndoit în jos, ventral, pe când la formele răpitoare se continuă în direcția axei trunchiului.
Sexele sunt separate. Ouăle (partenogenetice sau cele durabile) sunt depuse într-o cameră incubatoare, situată pe partea dorsală a animalului, sub carapace unde ele se dezvoltă până la formarea totală a micilor cladocere, fără metamorfoză. Populațiile de cladocere sunt în mare parte formate numai din femele care se reproduc prin partenogeneză. Ouăle nefecundate dau naștere la femele tinere morfologic similare cu adulții. Producția de masculi și reproducerea sexuată, corespunde, în general, deteriorării condițiilor de mediu. Proporția de masculi de multe ori rămâne foarte scăzută; la unele specii, masculii sunt încă necunoscuți.  Masculii au o morfologie diferită de cea a femelelor: ei sunt mai mici, antenulele lor sunt mai mari și adesea înzestrate cu cârlige, primele picioarele toracice poartă un cârlig utilizat în timpul copulației, postabdomenul este modificat. Femelele care se împerechează și depun ouă fecundate nu diferă deloc de femele partenogenetice.  Spre deosebire de ouăle partenogenetice care se dezvolta imediat în camera incubatoare, ouăle fecundate, numită și ouă durabile, au o dezvoltarea întârziată și eclozează numai  după revenirea condițiilor favorabile. În camera incubatoare ouăle durabile sunt înconjurate într-o îngroșare cuticulară numită efipiu, care cuprinde și celule cu aer, care le servește ca un bun înveliș protector în timp de iarnă sau de secetă. Efipiul, eliberat prin năpârlire sau moartea femelei, asigură acestor ouă o protecție remarcabilă, care le permite să reziste la desicare, înghețul și chiar la tranzitul prin tuburile digestive ale unor animale, ca cele de rață. Prin urmare, aceste ouă fecundate permit nu numai perpetuarea speciei, dar,  asigură de asemenea, diseminare lor pe scară largă. Atunci când condițiile redevin favorabile, ouăle durabile eclozează și dau naștere la femele tinere care, după câteva năpârliri, se reproduc prin partenogeneză. Generațiile partenogenetice se succed destul de rapid, deoarece timpul de reproducere (= timpul între depunerea unui ou și momentul când individul născut din acest ou depune ouă la rândul său) variază între câteva zile până la câteva săptămâni. În cazul în care condițiile rămân favorabile, populațiile cresc foarte repede și pot atinge până la câteva sute de indivizi la un litru de apă. La cladocere, ca și la rotifere, există fenomenul de ciclomorfoză: în legătură cu variația temperaturi, diferite generații se deosebesc prin dimensiunile spinului carapacei sau a excrescenței cefalice. 
Cladocerele trăiesc în apele dulci stătătoare, mai rar în apele marine sau salmastre și preferă apele reci și oxigenate. Ele efectuează ample migrații pe verticală, noaptea ieșind la suprafață, iar ziua coboară în păturile profunde. Se hrănesc cu particule în suspensie (detritus organic fin, bacterii, alge unicelulare). Dată fiind abundența hranei, sub formă de particule mici în bălți, ritmul de dezvoltare și de reproducere al cladocerelor, care dau mai multe generații partenogenetice pe an, este foarte rapid, din care cauză, aceste animale se găsesc în bălți în mari cantități. În apele piscicole cladocerele prezintă mare importanță,  întrucât constituie hrana de bază a multor pești.

## Legături externe
- „cladocer” la DEX online